# Сеньор-де-лос-Темблорес

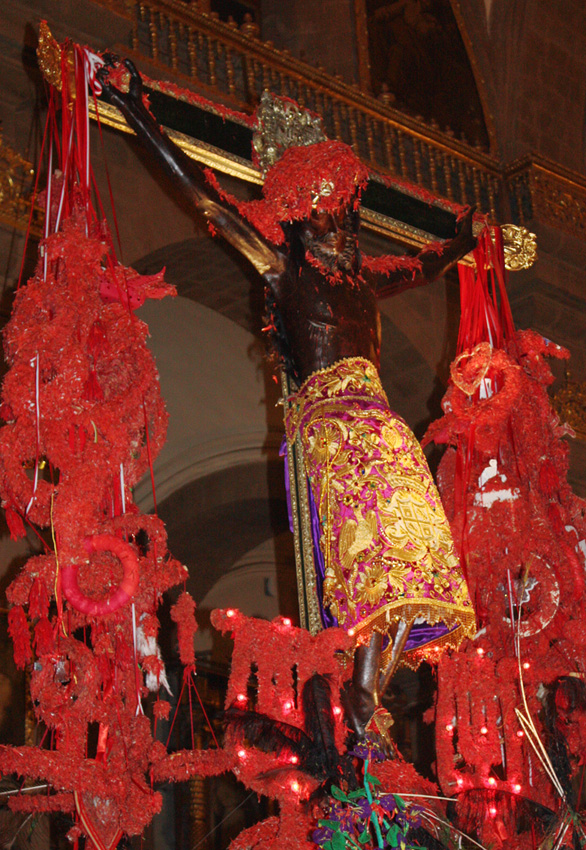
Сеньор-де-лос-Темблорес

Сеньор-де-лос-Темблорес (исп. Señor de los Temblores) (Господь землетрясений), известный также на языке кечуа как Таитача Темблорес, — изображение Христова Распятия из Кафедрального собора в Куско, Перу. Оно стало особо почитаемым у населения Куско и считаться покровительствующим городу после того, как по местному верованию оно спасло город от бедствий, которые могли возникнуть после землетрясения 1650 года.
Статуя, также называемая из-за своего облика «смуглым Христом», является одной из главных святынь Кафедрального собора Куско, располагаясь в капелле Сеньор-де-лос-Темблорес. Каждый год в праздник Входа Господа в Иерусалим статуя Сеньора-де-лос-Темблорес участвует в торжественных процессиях. Она была подарена городу в середине XVI века испанским королём Карлом I. В результате позднейших реставраций, производимых мастерами «школы Куско», лик Христа приобрел смуглый оттенок, а сама статуя — индейские черты, традиционные для этой школы. Венчающая Христа корона весит 1,3 кг и отлита из чистого золота.